# Прокляття лорда Фаула
«Прокляття лорда Фаула» — фентезійний роман 1977 року американського письменника Стівена Р. Дональдсона, перша книга першої трилогії циклу «Хроніки Томаса Ковенанта». За ним слідує «Іллеартська війна».

## Короткий зміст сюжету
Томас Ковенант — молодий письменник, чий світ перевертається з ніг на голову, коли йому діагностують проказу. Після шестимісячного лікування він повертається додому та виявляє, що його дружина Джоан розлучена і вигнана зі своєї спільноти. Під час рідкісної поїздки в місто до нього натрапляє жебрак. Стурбований цією зустріччю, Ковенант натрапляє на шлях поліцейської машини, що насувається, і втрачає свідомість.
Прокинувшись, він опиняється в «Країні», класичному фентезійному світі, де він зустрічає злого Кейвейта Слинового Скелястого черв'яка та лорда Фоула Ненависника. Фол пророкує, що він знищить Землю протягом 49 років; однак, якщо Слину не зупинити, ця загибель настане набагато раніше. Він наказує Ковенанту передати це повідомлення правителям Краю.
Ковенант зустрічає дівчину на ім'я Лена, яка використовує спеціальну грязь під назвою гуртлоам, щоб залікувати травми від падіння та вилікувати проказу. Втрата Ковенантом двох пальців на правій руці змушує Лену вважати, що він є реінкарнацією стародавнього героя Берека Напіврукого. Вважаючи, що опинився в полоні небезпечної омани, і приголомшений новознайденим відчуттям здоров'я та життєвих сил, він ґвалтує Лену.
Ковенант передає лордам послання лорда Фоула. Незважаючи на очевидну небезпеку, лорди вирішують докласти зусиль, щоб вирвати могутній Посох Закону зі злих рук Друла. Замість того, щоб вести повну війну, Рада посилає чотирьох лордів і загін із сорока воїнів, щоб спробувати проникнути в лігво Друла на Горі Гром.
На чолі з верховним лордом Проталлом партія лордів вирушає на схід. Ковенант приєднується до них у надії, що відновлення Посоха Закону якимось чином допоможе йому повернутися до його «реального» світу. Зрештою, ціною смерті багатьох своїх супутників, Лордам вдається проникнути на Громову Гору та захопити Посох, тимчасово забезпечивши мир Краю. Ковенант знищує Друла Скелястого Хробака та рятує вцілілих членів групи, використовуючи дику магію свого персня, щоб викликати Вогняних Левів, створінь живої лави, що випливає з вершини Громової гори, хоча він не повністю контролює чи навіть не розуміє його потужність.
Після смерті Друла, який використовував Посох Закону, щоб викликати Ковенанта в Край, Ковенант відчуває, як його фізичне тіло згасає, втрачає свідомість і знову прокидається у своєму власному світі, але прокаженим.

## Критична відповідь
The Ultimate Encyclopedia of Fantasy описала «Прокляття лорда Фоула» як «оригінальніший і цікавіший твір», ніж його сучасник, «Меч Шаннари» Террі Брукса.